# Noccaea oligosperma
Noccaea oligosperma là một loài thực vật có hoa trong họ Cải. Loài này được (Merino) Holub mô tả khoa học đầu tiên năm 1998.